# العلاقات الكورية الشمالية اللبنانية
العلاقات الكورية الشمالية اللبنانية هي العلاقات الثنائية التي تجمع بين كوريا الشمالية ولبنان.

## مقارنة بين البلدين
هذه مقارنة عامة ومرجعية للدولتين:
| وجه المقارنة                                              | كوريا الشمالية                        | لبنان                                                                |
| --------------------------------------------------------- | ------------------------------------- | -------------------------------------------------------------------- |
| المساحة (كم2)                                             | 120.54 ألف                            | 10.45 ألف                                                            |
| عدد السكان (نسمة)                                         | 25.49 مليون                           | 6.10 مليون                                                           |
| الكثافة السكانية (ن./كم²)                                 | 211.47                                | 583.73                                                               |
| العاصمة                                                   | بيونغيانغ                             | بيروت                                                                |
| اللغة الرسمية                                             | لغة كوريا الشمالية القياسية ‏          | اللغة العربية، لغة فرنسية                                            |
| العملة                                                    | وون كوري شمالي                        | ليرة لبنانية                                                         |
| الناتج المحلي الإجمالي (بليون دولار)                      |                                       | 51.84 مليار                                                          |
| الناتج المحلي الإجمالي (تعادل القوة الشرائية) بليون دولار |                                       | 81.54 مليار                                                          |
| الناتج المحلي الإجمالي الاسمي للفرد دولار أمريكي          |                                       | 8.05 ألف                                                             |
| الناتج المحلي الإجمالي للفرد دولار أمريكي                 |                                       | 17.46 ألف                                                            |
| مؤشر التنمية البشرية                                      |                                       | 0.769                                                                |
| رمز المكالمات الدولي                                      | +850                                  | +961                                                                 |
| رمز الإنترنت                                              | .kp                                   | .lb                                                                  |
| المنطقة الزمنية                                           | ت ع م+08:30، ت ع م+08:30، ت ع م+09:00 | ت ع م+02:00، ت ع م+03:00، توقيت شرق أوروبا، توقيت شرق أوروبا الصيفي ‏ |

## منظمات دولية مشتركة
يشترك البلدان في عضوية مجموعة من المنظمات الدولية، منها:
| علم المنظمة | اسم المنظمة              | تاريخ انضمام كوريا الشمالية | تاريخ انضمام لبنان |
| ----------- | ------------------------ | --------------------------- | ------------------ |
|             | الأمم المتحدة            | 17 سبتمبر 1991              | 24 أكتوبر 1945     |
|             | الاتحاد الدولي للاتصالات | ?                           | 12 يناير 1924      |
|             | الاتحاد البريدي العالمي  | ?                           | ?                  |
|             | يونسكو                   | 18 أكتوبر 1974              | 4 نوفمبر 1946      |

## وصلات خارجية
- موقع وزارة الخارجية الكورية الشمالية